# Polylophodes
Polylophodes là một chi bướm đêm thuộc họ Geometridae.